# Canino superior

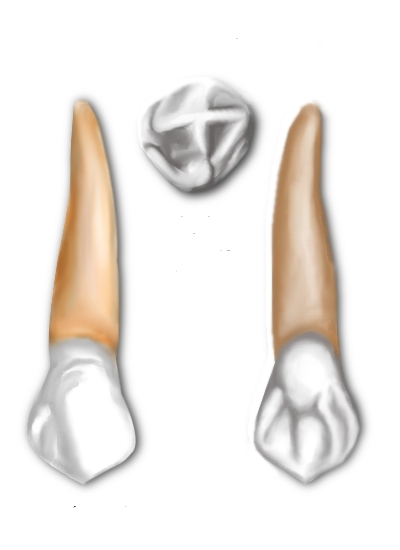
Canino superior

Canino superior: O grupo dos caninos está localizado na porção anterior do arco dental, após os incisivos. eles é composto por quatro dentes, dois em cada arco; em cada hemiarco,  o canino situa-se á distal do incisivo lateral correspondente. Possui formato PENTAGONAL ALARGADO, a sua principal função é a de dilacerar os alimentos mais fibrosos e resistentes, que necessitam de maior força mastigatória para cortá-los.

## Erupção e medida
|              | Início      | Erupção           | Término      |
| Calcificação | 26 meses    | 10 a 13 anos      | 13 a 16 anos |
|              | Total       | Coroa             | Raiz         |
| Comprimento  | 26,8 mm     | 9,5 mm            | 17,8 mm      |
|              | Mesiodistal | Vestibulo-lingual |              |
| Diâmetro     | 8 mm        | 7,6 mm            |              |